# Dendrocoelopsis garmieri
Dendrocoelopsis garmieri is een platworm (Platyhelminthes). De worm is tweeslachtig. De soort leeft in of nabij zoet water.
Het geslacht Dendrocoelopsis, waarin de platworm wordt geplaatst, wordt tot de familie Dendrocoelidae gerekend. De wetenschappelijke naam van de soort werd, als Amyadenium garmieri, voor het eerst geldig gepubliceerd in 1950 door de Beauchamp.